# Андижан (посёлок)
Андижа́н (узб. Андижон, Andijon) — посёлок городского типа, расположенный на территории Булакбашинского района (Андижанская область, Узбекистан) на берегу канала Шахрихансай.
Население — 4 549 чел. (на 1989 г.).
В Андижане ведётся добыча нефти.